# Adam Rapa
Adam Rapa (Somerville, 31 marzo 1980) è un trombettista, compositore, arrangiatore e didatta statunitense.
Musicista dinamico e versatile, tendente a mescolare la musica occidentale con le influenze di quella orientale, africana o dell'America Latina, si esprime tanto in ambito jazzistico, funk o pop che in quello della musica classica e contemporanea, anche con composizioni proprie.

## Biografia
Cresciuto a Boston, all'età di undici anni inizia a studiare la tromba partecipando ad un programma bandistico organizzato dalla sua scuola. Dai tredici ai sedici anni studia privatamente lo strumento con Scott Aruda, il miglior studente di Leon Merian, da cui riceve basi tecniche ed armoniche sufficienti a fargli ricoprire il ruolo di prima tromba nelle big band del Berklee College of Music di Boston. A partire dai diciotto anni viene invitato ad esibirsi nei jazz club di Boston e New York, tra cui il Blue Note ed in molti festival jazz degli Stati Uniti.
Dal 2001 entra a far parte dello show di Broadway Blast!, vincitore del Tony Award e dell'Emmy Award 2001 e di altre produzioni della stessa compagnia, come Blast parte II e Cyberjam.
Dalla metà degli anni duemila Adam Rapa viaggia frequentemente in tutto il mondo, spesso come artista ospite o come docente per esibizioni, corsi brevi e master class organizzati da università, scuole superiori, accademie d'arte. È stato invitato all'International Trumpet Conference 2005 di San Paolo del Brasile, alle edizioni 2007 e 2008 del National Trumpet Competition di Washington, alle edizioni 2008 e 2013 della Conferenza Annuale dell'International Trumpet Guild, allo Scottish International Festival of Trumpets 2010, al Melbourne International Festival of Brass 2011, al Festival Jazz di Vienna 2013, al Riverboat Jazz Festival 2014, al Curs International Music Vila de L'Olleria 2014 di Valencia.
Nel corso della sua carriera musicale Adam Rapa ha suonato con Nicholas Payton, Roy Hargrove, Christian McBride, Doc Severinsen, Mnozil Brass, Soulive, The New Life Jazz Orchestra, Wycliffe Gordon, Eric Reed, Jason Moran, Robert Glasper, Cyrus Chestnut, Allah Rakha Rahman.

## Discografia
- 2007 – Life On The Road (CD Baby Records)
- 2008 - One Of Our One (The Blast! Family Records)
- 2011 – Rebelión The music of Astor Piazzolla (Dut Dut Records)
- 2019 - with Horacio Burgos Trio Live in Argentina (Adam Rapa)